# Le Moulin (Rembrandt, peinture)
Pour les articles homonymes, voir Moulin (homonymie).
Le Moulin est une peinture à l'huile du peintre hollandais Rembrandt, réalisée entre 1645 et 1648 et aujourd'hui exposée à la National Gallery of Art de Washington, aux États-Unis.